# نقابة التمريض والقبالة الفلسطينية
نقابة التمريض والقبالة الفلسطينية هي نقابة مهنية غير ربحية فلسطينية، تأسست عام 1988 بعد انفصالها عن نقابة الممرضین والممرضات والقابلات القانونیات الأردنية. وهي عضو في مجلس التمريض الدولي. يرأس النقابة إبراهيم النمورة. للنقابة فروع في محافظات الضفة الغربية فقط. للممرضين في قطاع غزة نقابة منفصلة تأسست عام 1994 واسمها نقابة التمريض الفلسطينية–محافظات غزة.

## النقباء
- سليمان تركمان (حتى 2022)
- إبراهيم النمورة (منذ 2022)